# Lætitia Bambara
Lætitia Bambara (née le 30 mars 1984 à Bordeaux), est une athlète franco-burkinabé, spécialiste du lancer du marteau.

## Biographie
Médaillée d'argent lors des championnats d'Afrique 2012, elle remporte le titre continental à Marrakech en 2014, avec la marque de 65,44 m.
En 2015, elle remporte les Jeux africains de Brazzaville. Avec un lancer à 66,91 m elle bat le record de la compétition et améliore son propre record du Burkina.
En 2016, après avoir réussi 67,04 m au meeting de Dakar, elle abandonne son titre de championne d'Afrique en prenant la deuxième place, face à la Sénégalaise Amy Sène. Avec 68,12 m elle bat son record national.
En 2019 elle conserve son titre aux Jeux africains de Rabat.

### Palmarès
| Date | Compétition            | Lieu        | Résultat | Épreuve           | Performance  |
| ---- | ---------------------- | ----------- | -------- | ----------------- | ------------ |
| 2012 | Championnats d'Afrique | Porto-Novo  | 2e       | Lancer du marteau | 65,08 m      |
| 2014 | Championnats d'Afrique | Marrakech   | 1re      | Lancer du marteau | 65,44 m      |
| 2015 | Jeux africains         | Brazzaville | 1re      | Lancer du marteau | 66,91 m (NR) |
| 2016 | Championnats d'Afrique | Durban      | 2e       | Lancer du marteau | 68,12 m (NR) |
| 2018 | Championnats d'Afrique | Asaba       | 7e       | Lancer du marteau | 56,35 m      |
| 2019 | Jeux africains         | Rabat       | 1re      | Lancer du marteau | 65,28 m      |

### Records
| Épreuve           | Performance | Lieu       | Date            |
| ----------------- | ----------- | ---------- | --------------- |
| Lancer du marteau | 68,59 m     | Sotteville | 18 juillet 2016 |